# بلوتش إيمر محمد
بلوتش إيمر محمد (بالفارسية: بلوچ‌ایمر محمد) هي قرية تقع في غلستان في إيران. يقدر عدد سكانها بـ 578 نسمة .